# Megaceras briansaltini
Megaceras briansaltini — вид жуков из рода Megaceras подсемейства Дупляки в составе семейства Пластинчатоусые. Включён в список Десять самых замечательных видов — 2008.

## Систематика
Вид относится к роду Megaceras (Dynastinae: Oryctini), включающего в свой состав 18 видов. Жуки рода встречаются в Южной Америке, два вида из них распространены на севере Центральной Америки, где они сравнительно редки. Очень мало известно о биологии этих жуков. Имаго активны ночью и часто прилетают на искусственные источники света. Населяют преимущественно районы низменностей и горные широколиственные леса.

## Этимология
Вид назван в честь Брайана, сына Jochen-P. Saltin, который обнаружил первый известный науке экземпляр данного вида.

## Описание
Длина тела 34,5 мм; ширина 14,9 мм. Окраска коричневая и красновато-коричневая, слабо блестящая. На голове — направленный назад рог с широким основанием. Своим рогом жук удивительно похож на персонажа Дим из анимационного мультфильма Pixar Приключения Флика (A Bug’s Life), созданного за восемь лет до открытия вида.

## Ареал
Megaceras briansaltini известен только из типового местонахождения около Calabaza (по дороге из Сатипо к Уанкайо), Округ Пампа в Департамент Хунин, Провинция Сатипо на восточных склонах Анд в Перу.